# 川内村 (広島県)
川内村（かわうちむら）は、広島県安佐郡にあった村。現在の広島市安佐南区川内にあたる。

## 地理
太田川と古川に挟まれた中州の北部に位置していた。

## 人口
1930年刊行の『市町村治績録 改訂第2版』によると、戸数は478戸、人口は2328人。

## 歴史
- 1889年（明治22年）4月1日、町村制の施行により、沼田郡中調子村、温井村が合併して村制施行し、川内村が発足[2][3]。旧村名を継承した中調子、温井の2大字を編成[3]。
- 1898年（明治31年）10月1日、郡の統合により安佐郡に所属[2][3]。
  - 同年、高瀬製糸会社設立[3]。
- 1952年（昭和27年）安佐大橋架橋[3]。高瀬渡し廃止[3]。
- 1955年（昭和30年）7月1日、安佐郡八木村、緑井村と合併し、町制施行し佐東町を新設して廃止された[2][3]。

### 地名の由来
古市、中須、東野を合わせて川の内五箇ノ荘と称されていたことによる。

## 行政
村長は以下の通りである。

### 村長
- 倉本恒三郎[1]
- 中本道平[1]
- 住居常三郎[1]
- 丸林亮助[1]
- 金本七之助[1]
- 住居常三郎[1]
- 倉本亮吉[1]

## 産業
- 農業、養蚕[3]。『大日本篤農家名鑑』によれば、川内村の篤農家は倉本、横林、平田、住居などがいた[4]。